# Uszkodzenie
Uszkodzenie obiektu eksploatacji – utrata stanu zdatności elementu lub całego obiektu. Po dokonaniu remontu lub naprawy powraca się do pełnej lub częściowej zdatności. Uszkodzenie następuje wtedy, gdy wartości parametrów danego obiektu eksploatacji nie są w normie i przekraczają jego graniczne wartości wytrzymałości.
Często uszkodzenie definiuje się jako przejście obiektu pracującego według modelu dwustanowego ze stanu zdatności do stanu niezdatności. Ponieważ często rozpatruje się modele pracujące w kilku stanach, należy również zdefiniować uszkodzenie dla takich modeli.
Rodzaje uszkodzeń:
- stopniowe
- nagłe
- usuwalne
- nieusuwalne
- krytyczne
- ważne
- mało ważne
- nieistotne

Czynniki wywołujące uszkodzenia obiektów technicznych są związane bądź z samym obiektem, bądź z jego otoczeniem. Są to:
- działanie czynników zewnętrznych
- błędy użytkowania
- błędy konserwacji
- błędy remontu
- błędy montażu
- błędy technologiczne
- przekroczenie czasu pracy obiektu